# Pagbalha Geleg Namgyai
Pagbalha Geleg Namgyai (tibétain : འཕགས་པ་ལྷ་དགེ་ལེགས་རྣམ་རྒྱལ་, Wylie : phags pa lha dge legs rnam rgyal, pinyin tibétain : Pagbalha Gêlêg Namgyä ; chinois : 帕巴拉·格列朗杰 ; pinyin : Pàbālā Géliè Lǎngjié), né à Litang en février 1940, 11e Pagbalha Hutuktu du Chamdo, tulkou du bouddhisme tibétain, il est également un politicien de la république populaire de Chine.
Il est vice-président (en) de la Conférence consultative politique du peuple chinois du 9 octobre 1959 au 15 mars 1993, puis de nouveau à partir du 5 mars 2003. Il fut également vice-président (en) du Comité permanent de l'Assemblée nationale populaire du 15 mars 1993 au 5 mars 2003.

## Biographie
Né en 1940 au Monastère de Litang[citation nécessaire], à Litang, dans l'actuelle  Préfecture autonome tibétaine de Garzê, province du Sichuan, il est reconnu en 1942 11e incarnation du Pagbalha Hutuktu (bouddha vivant),. Il est membre du monastère Galden Jampaling à Chamdo, dans la Région autonome du Tibet.
Il entre au parti communiste chinois, à la création de la République populaire de Chine, en 1949.